# 艾利·沙威特
艾利·沙威特少將是一位以色列国防军军官，现任以色列海军司令。
沙威特出生于基布兹的Sde Boker ，在贝尔谢巴（Beersheba）长大。他是摩洛哥犹太人移民Yosef和Esther Sharvit出生的三个孩子之一。他曾在贝尔谢巴的马克伊芙学校上学。他与埃蒂结婚，并育有三个孩子。 沙威特于1985年应征加入了以色列国防军，并加入了以色列海军。他服兵役后仍留在海军中担任军官。沙威特曾担任过多个职务，后来于2009年领导海军的导弹艇舰队。 沙威特随后担任海法海军基地司令，2011年至2014年接任时任基地司令罗姆·金斯伯格的指挥。从2014年起直到被任命为海军司令之前，他一直担任以色列海军参谋长。表现出众并受到了上级主管的重视。